# Auhagen (ferromodelismo)
A Auhagen, é uma fábrica de produtos de ferromodelismo alemã, localizada em Marienberg, na Hercínia. Fundada em 1885 como fábrica de cartolina, papelão e produtos derivados, desde 1952 produz modelos de ferromodelismo nas escalas: TT, HO e N.